# Cosmocercoides
Cosmocercoides ist eine Gattung der Spulwürmer mit etwa 30 Arten. Sie sind Parasiten bei Amphibien und Reptilien.

## Merkmale
Cosmocercoides hat die Merkmale der Cosmocercinae. Die Rosettenpapillen am Schwanz der Männchen erheben sich nicht über die Oberfläche der Kutikula. Weibchen enthalten zahlreiche Eier, die eine normale Größe (weniger als 100 µm) aufweisen.

## Lebenszyklus
Cosmocercoides sind einwirtig (monoxen). Die Weibchen geben Eier ab, die den Wirt mit dem Kot verlassen. In der Umwelt entwickelt sich die Larve 1, welche sich zweimal häutet. Die ansteckende Larve 3 durchdringt die Haut eines neuen Wirts.

## Systematik
Das Interim Register of Marine and Nonmarine Genera weist folgende Arten aus:
- Cosmocercoides barodensis Rao, 1979
- Cosmocercoides bufonis Karve, 1944
- Cosmocercoides dukae (Holl, 1928)
- Cosmocercoides fotedari Arya, 1992
- Cosmocercoides kumaoni Arya, 1992
- Cosmocercoides lanceolatus Rao, 1979
- Cosmocercoides multipapillata Khera, 1958
- Cosmocercoides nainitalensis Arya, 1979
- Cosmocercoides pulcher Wilkie, 1930
- Cosmocercoides rickae Ogden, 1966
- Cosmocercoides rusticum (Kreis, 1932)
- Cosmocercoides skrjabini (Ivanitskii, 1940)
- Cosmocercoides speleomantis Ricci, 1988
- Cosmocercoides tibetanum Baylis, 1927
- Cosmocercoides tridens Wilkie, 1930
- Cosmocercoides variabilis (Harwood, 1930)

Synonym für die Gattung ist Trionchonema Kreis, 1932.